# Пийолдінське сільське поселення
Пийо́лдінське сільське поселення (рос. Пыйолдинское сельское поселение) — муніципальне утворення у складі Сисольського району Республіки Комі, Росія. Адміністративний центр — село Пийолдіно.

## Населення
Населення — 556 осіб (2017, 619 у 2010, 819 у 2002, 999 у 1989).

## Склад
До складу поселення входять такі населені пункти:
| Населений пункт       | Населення, осіб (1989) | Населення, осіб (2002) | Населення, осіб (2010) |
| --------------------- | ---------------------- | ---------------------- | ---------------------- |
| Бортом, присілок      | 176                    | 159                    | 93                     |
| Волокпом, присілок    | 72                     | 45                     | 25                     |
| Кузівансікт, присілок | 120                    | 99                     | 71                     |
| Озинпом, присілок     | 25                     | 18                     | 24                     |
| Пийолдіно, село       | 415                    | 326                    | 243                    |
| Раєвсікт, присілок    | 32                     | 31                     | 30                     |
| Теплой, присілок      | 81                     | 102                    | 77                     |
| Тяпорсікт, присілок   | 66                     | 32                     | 52                     |
| Юманьсікт, присілок   | 12                     | 7                      | 4                      |